# Richard Serra

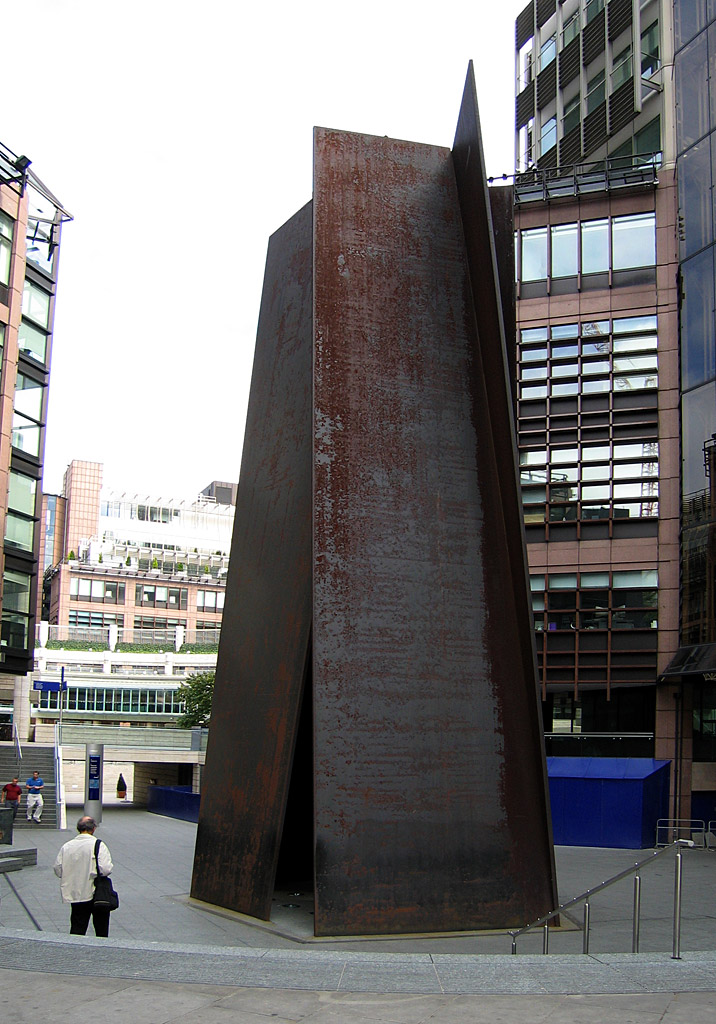
Richard Serras skulptur Fulcrum (1987) vid ingången till Liverpool Street Station i London.

Richard Serra, född 2 november 1938 i San Francisco, Kalifornien, död 26 mars 2024 i Orient i Suffolk County på Long Island, New York, var en amerikansk skulptör inom minimalismen.
I likhet med Donald Judd och Carl Andre baserar Richard Serra sina konstverk på upprepningar av likformiga enheter och mellanrummen mellan dessa. För Serra, liksom för Robert Morris och Robert Smithson, är också konstruktionens förgänglighet av stor betydelse vid konstkreerandet.